# Voiture panoramique
Pour les articles homonymes, voir Panoramique.

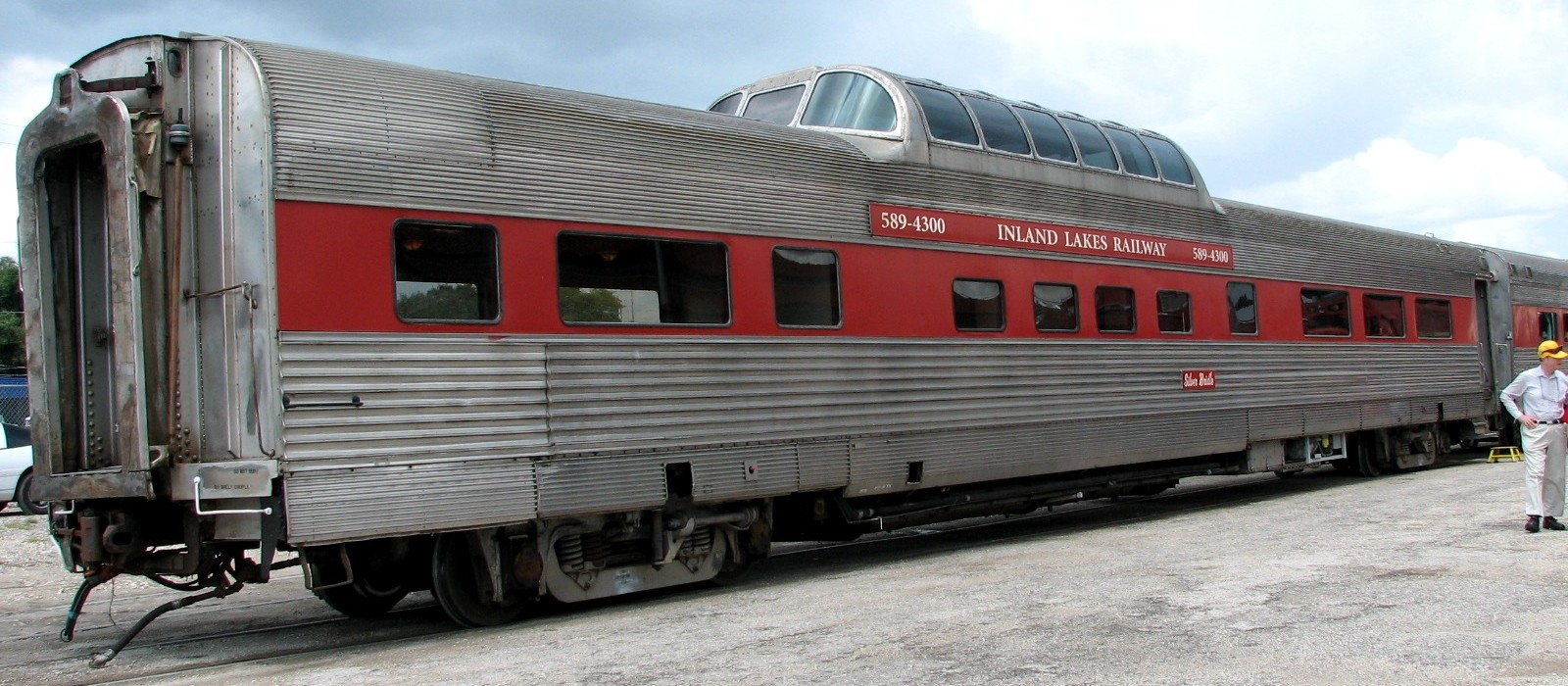
Voiture panoramique de l'Inland Lakes Railway – Plymouth, Floride.

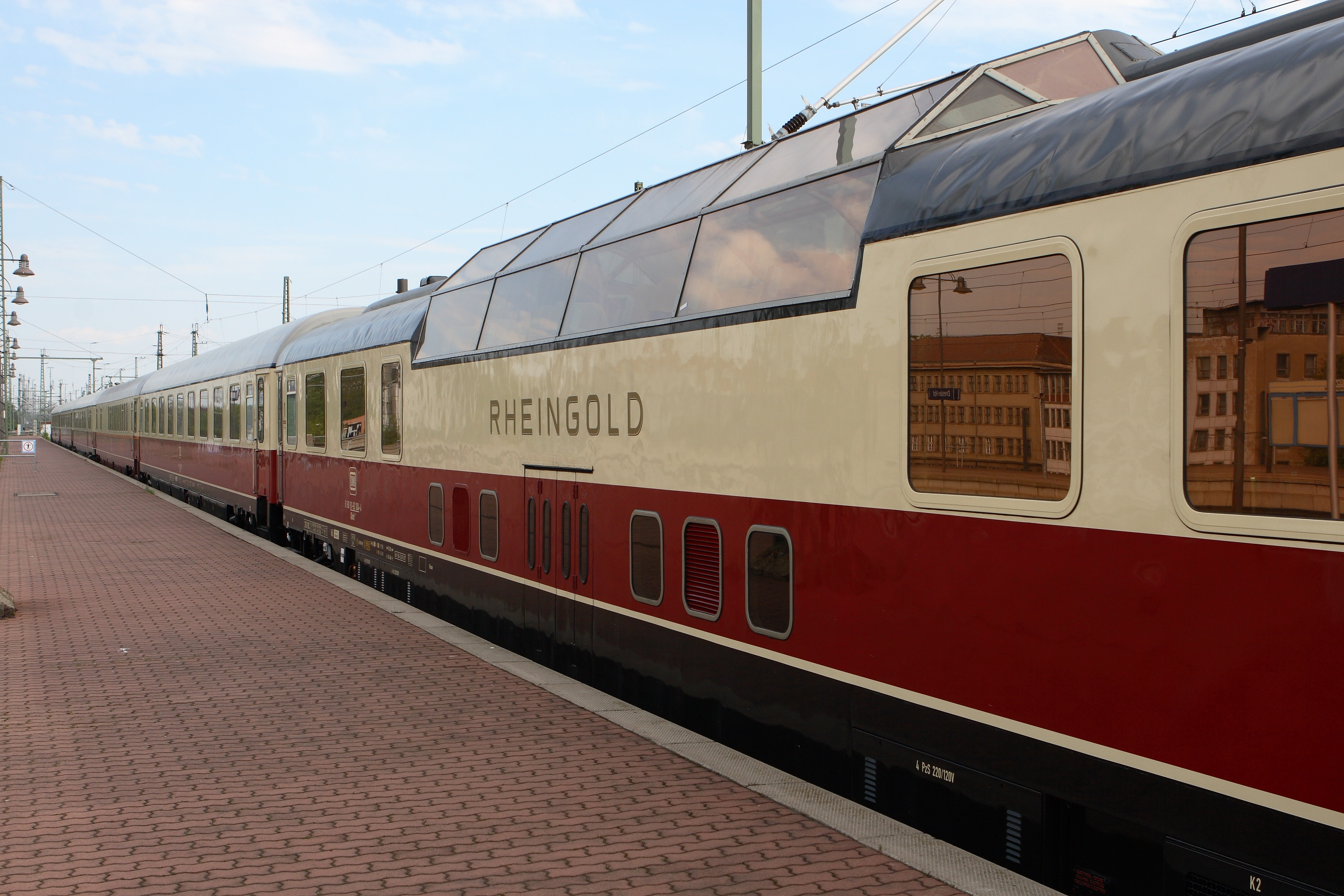
Voiture panoramique TEE du Rheingold

Une voiture panoramique est une voiture de chemin de fer offrant une vue dégagée en hauteur ce qui permet aux voyageurs de contempler le relief depuis leur place.
Les voitures-dôme « Vista-Dome » sont apparues aux États-Unis. Équipées d'un dôme vitré dépassant du toit, elles permettent une vue dégagée sur 2π stéradians (sur l'hémisphère supérieure).

## Voiture panoramique DB

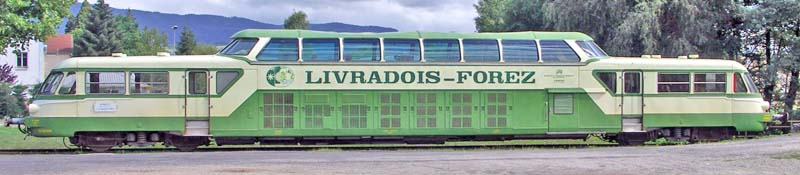
Autorail panoramique X 4200.

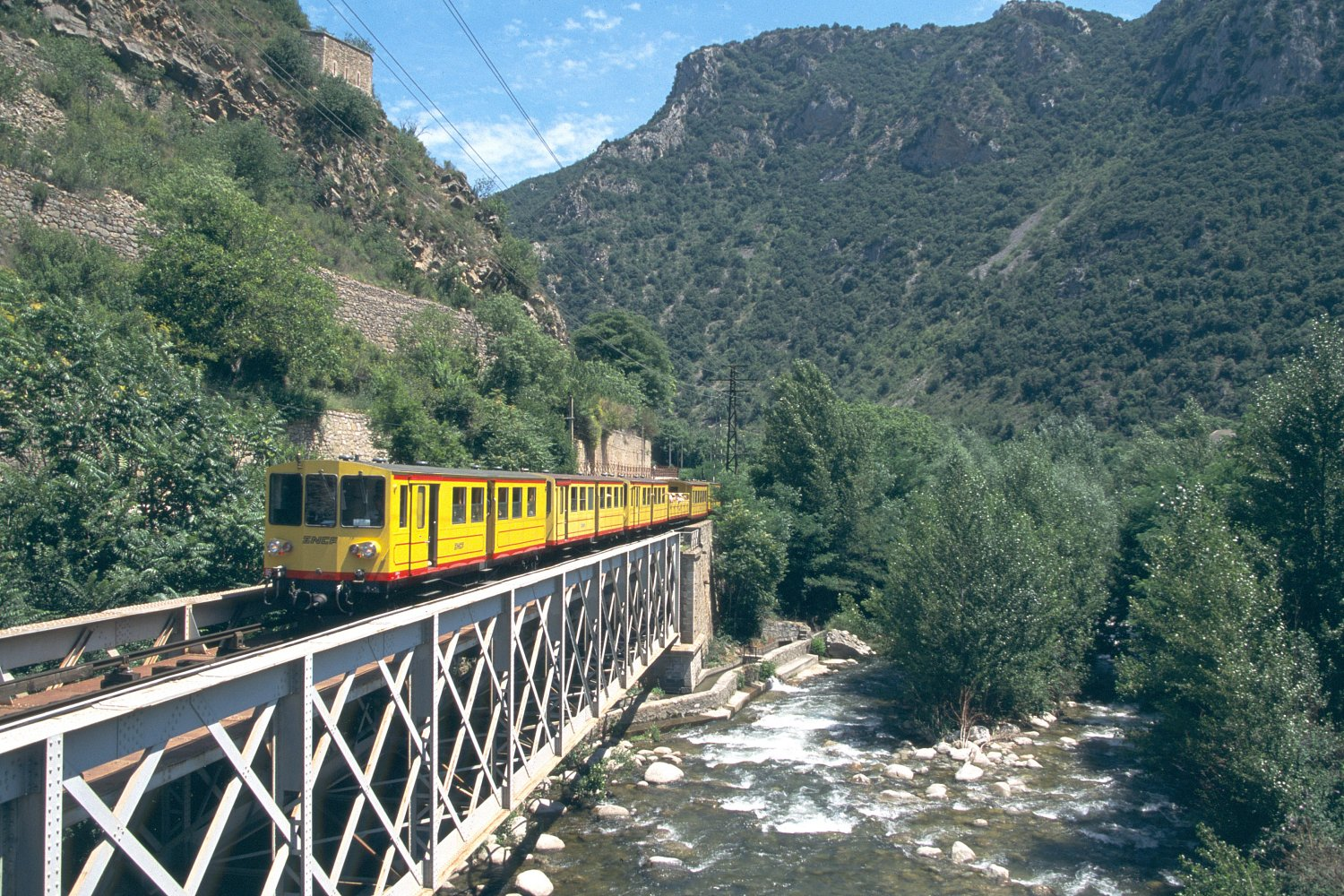
Le train jaune de Cerdagne propose une voiture découverte.

Le concept a été repris en 1962 par la Deutsche Bahn pour ses trains TEE suivant la haute vallée du Rhin : le Rheingold, Amsterdam – Bâle et le Rheinpfeil. Cinq voitures AD4üm-62 équipées d'un dôme vitré offrent une vue hémisphérique à leurs 22 passagers tandis qu'un bar est à leur disposition en partie inférieure. Ces voitures emblématiques ont eu une carrière chaotique. Retirées du service en 1976 (comme leurs homologues restaurant), elles sont passées de mains en mains, pour être affrétées par diverses compagnies privées.
Caractéristiques :
- Longueur : 26,40 m.
- Vitesse maximale : 160 km/h

## Autorail panoramique SNCF
La SNCF s'est également essayé, sans grand succès, aux véhicules panoramiques avec l'autorail X 4200. Le train jaune de la ligne de Cerdagne répond au même besoin par une voiture découverte.

## Voitures panoramiques des réseaux métriques suisses

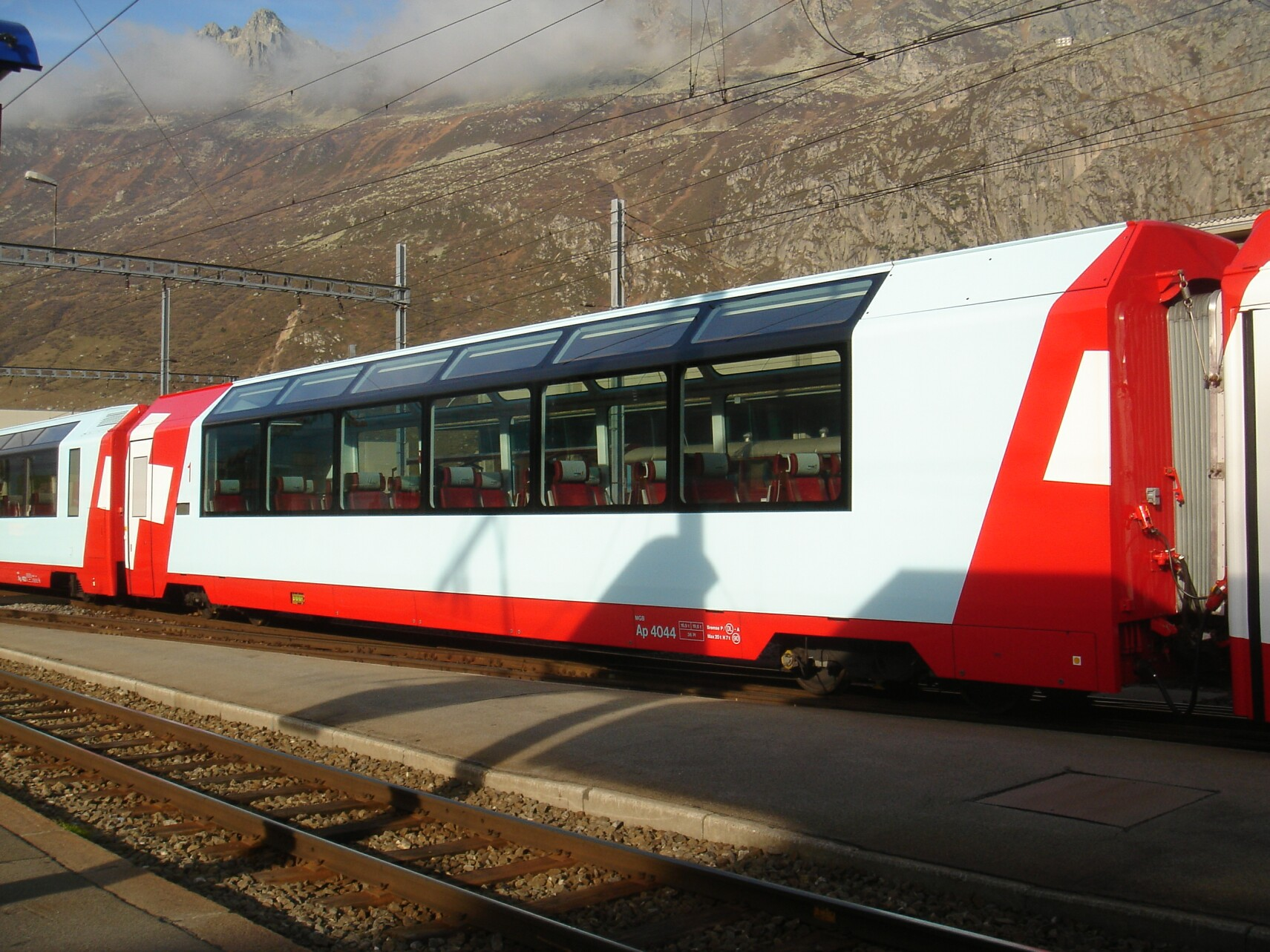
Voiture panoramique Ap 4044 du Matterhorn-Gotthard Bahn

Le concept de voiture panoramique a été remis en selle en 1975 par le Panoramic Express de la compagnie suisse du Montreux – Oberland Bernois (MOB), un train à voie métrique. Les voitures se contentent de proposer des baies additionnelles sur les côtés du toit permettant d'apprécier le relief montagneux tout en conservant un toit opaque. Elles ont fait beaucoup d'émules en Suisse. Outre ses successeurs, le Super Panoramic Express puis le Crystal Panoramic Express, d'autres réseaux métriques comme le Furka-Oberalp ou le Brigue-Viège-Zermatt dans leur train le Glacier Express (en 1993), la ligne de la Bernina des Rhätische Bahn ou encore la ligne du Brünig exploitée par les CFF se sont dotés de voitures à baies empiétant sur le toit. 

## Voiture panoramique EuroCity des CFF

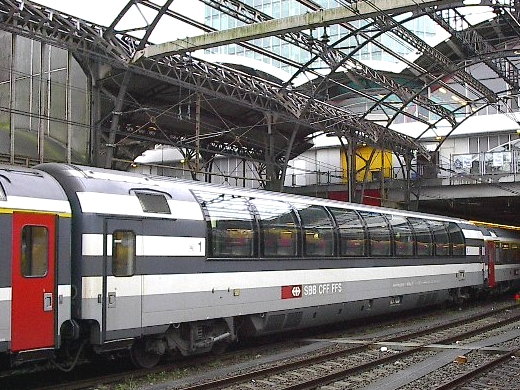
Voiture Panoramique EuroCity des CFF.

Le succès des voitures panoramiques à voie métriques a convaincu les CFF de s'équiper en 1991 de 12 voitures panoramiques Apm 61 85 19-90 pour leurs liaisons EuroCity à voie normale. Longues de 26,40 m et pouvant rouler à 200 km/h, ces voitures climatisées de première classe accueillent 54 passagers et sont équipées de baies vitrées sur une longueur de 19 m et une hauteur de 1,60 m.
Elles sont utilisées sur des axes comme Coire – Amsterdam (sur le tracé de l'ancien Rheingold), la ligne de l'Arlberg ou du Zurich - Venise par le tunnel du Saint-Gothard.

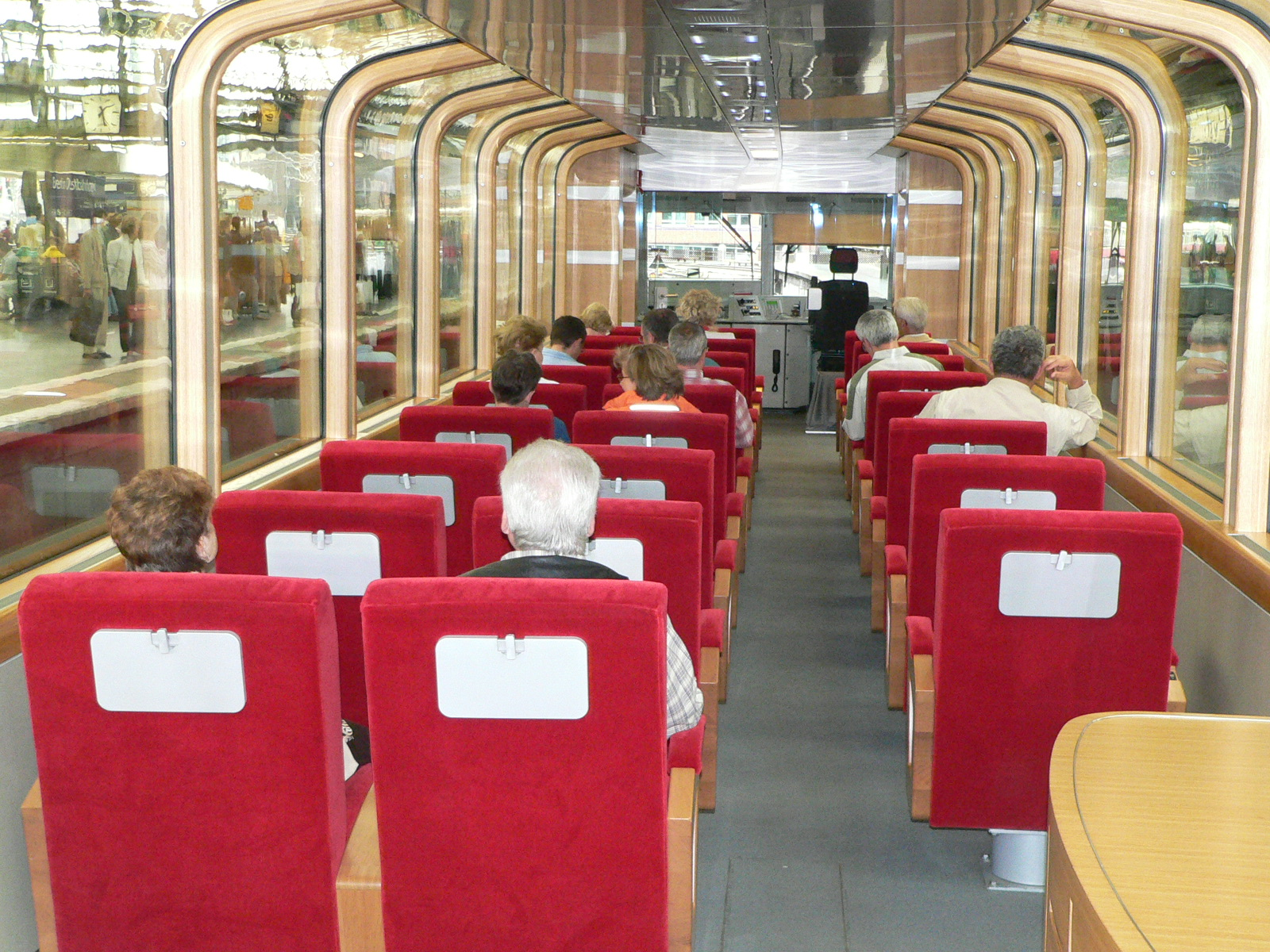
Intérieur du S-Bahn panoramique de Berlin.